# Huyện Jamalpur
Jamalpur là một huyện thuộc division Dhaka, Bangladesh. Huyện này có diện tích 2032 km², dân số năm 2002 là 2089366 người, mật độ dân số là 1028 người/km².